# Папахристу, Параскеви
Параскеви «Вула» Папахристу (греч. Παρασκευή Παπαχρήστου, paraˈscevi papaˈxristu, родилась 17 апреля 1989 в Афинах) — греческая легкоатлетка, специализирующаяся на прыжках в длину и тройных прыжках, чемпионка Европы 2018 года, дважды чемпионка Европы среди молодёжи. Стала скандально известна после своего отстранения от Олимпийских игр 2012 года по решению Олимпийского комитета Греции за свои оскорбительные высказывания в социальной сети Twitter.

## Карьера
Уроженка Афин. В международных соревнованиях дебютировала в 2008 году на юниорском чемпионате мира, завоевав бронзовую медаль. Выступала на чемпионате Европы в помещении 2009 года и вышла в финал с результатом с 14,47 м, но получила травму в финале и досрочно завершила выступления. На Средиземноморских играх 2009 года взяла бронзовую медаль в тройном прыжке, в том же сезоне стала чемпионкой Европы среди молодёжи.
В 2011 году Параскеви выступала на чемпионате Европы в помещении, не попав в финал. В июне 2011 года установила личный рекорд в 14,72 м, который стал 3-м в списке национальных рекордов (выше только Хризопи Девеци и Параскеви Циамита) и 2-м в списке рекордов европейских спортсменок (на первом месте Анна Пятых с результатом 14,79 м), но на чемпионате мира 2011 года не преодолела отборочный этап. Титул чемпионки Европы среди молодёжи она сумела защитить в Остраве.

### Отстранение от Олимпиады 2012 года
25 июля 2012 Параскеви Папахристу была исключена из олимпийской сборной Греции и лишена права выступать на Олимпиаде в Лондоне за своё высказывание в социальной сети Twitter, которое сочли расистским. В то время в Греции была вспышка вируса Западного Нила, от которого скончался один человек и ещё пять пострадали. Папахристу написала следующее, упомянув о большом количестве в Греции мигрантов из Африки:

Поскольку в Греции столько африканцев, то комары Западного Нила наконец-то начнут питаться своей родной едой!!!

Подобное заявление было расценено как расистское в отношении около 1,5 миллионов мигрантов, проживавших в Греции. Папахристу принесла извинения за «неудачную и безвкусную шутку», сказав, что никого не хотела задевать или оскорбить чьи-то права. Однако Олимпийский комитет Греции отстранил спортсменку за заявления, противоречащие олимпийским ценностям.

### После Олимпиады
В мае 2013 года Папахристу лишили всех премиальных, полученных с 1 апреля того года, пообещав восстановить выплату в случае, если она найдёт квалифицированного тренера.

## Достижения
| Выступления за сборную Греции (тройной прыжок) | Выступления за сборную Греции (тройной прыжок) | Выступления за сборную Греции (тройной прыжок) | Выступления за сборную Греции (тройной прыжок) | Выступления за сборную Греции (тройной прыжок) |
| ---------------------------------------------- | ---------------------------------------------- | ---------------------------------------------- | ---------------------------------------------- | ---------------------------------------------- |
| 2008                                           | Юниорский чемпионат мира                       | Быдгощ, Польша                                 | 3-е                                            | 13,74 м (ветер: −0,8 м/с)                      |
| 2009                                           | Чемпионат Европы в помещении                   | Турин, Италия                                  | Финал                                          | не засчитан                                    |
| 2009                                           | Молодёжный чемпионат Европы                    | Каунас, Литва                                  | 1-е                                            | 14,34 м (ветер: 0,3 м/с) (личный рекорд)       |
| 2009                                           | Средиземноморские игры                         | Пескара, Италия                                | 3-е                                            | 14,12 м                                        |
| 2011                                           | Молодёжный чемпионат Европы                    | Острава, Чехия                                 | 1-е                                            | 14,40 м (ветер: +1,2 м/с)                      |
| 2011                                           | Чемпионат мира                                 | Дегу, Республика Корея                         | 16-е                                           | 14,05 м                                        |
| 2012                                           | Чемпионат Европы                               | Хельсинки, Финляндия                           | 11-е                                           | 13,89 м                                        |
| 2016                                           | Чемпионат мира                                 | Портленд, США                                  | 3-е                                            | 14,15 м                                        |
| 2016                                           | Чемпионат Европы                               | Амстердам, Нидерланды                          | 3-е                                            | 14,47 м                                        |
| 2016                                           | Олимпийские игры                               | Рио-де-Жанейро, Бразилия                       | 8-е                                            | 14,26 м                                        |
| 2017                                           | Чемпионат Европы в помещении                   | Белград, Сербия                                | 3-е                                            | 14,24 м                                        |
| 2017                                           | Чемпионат мира                                 | Лондон, Великобритания                         | 20 (q)                                         | 13,75 м                                        |

## Личные рекорды
| Дата           | Вид                          | Место         | Результат |
| -------------- | ---------------------------- | ------------- | --------- |
| 11 июня 2011   | Тройной прыжок               | Ханья, Греция | 14,72 м   |
| 6 марта 2009   | Тройной прыжок (в помещении) | Турин, Италия | 14,47 м   |
| 15 июня 2012   | Прыжок в длину               | Афины, Греция | 6,60 м    |
| 4 февраля 2012 | Прыжок в длину (в помещении) | Пирей, Греция | 6,33 м    |